# Étréville
Etréville – miejscowość i gmina we Francji, w regionie Normandia, w departamencie Eure.
Według danych na rok 1990 gminę zamieszkiwało 461 osób, a gęstość zaludnienia wynosiła 41 osób/km² (wśród 1421 gmin Górnej Normandii Etréville plasuje się na 482 miejscu pod względem liczby ludności, natomiast pod względem powierzchni na miejscu 280).